# Martin Bucer
Martin Bucer (Schlettstadt, Elzász, 1491. november 11. – Cambridge, 1551. február 28.) strasbourgi székhelyű német protestáns reformátor, aki hatással volt a lutheránus, kálvinista és anglikán tanokra és gyakorlatokra. Eredetileg a Domonkos-rend tagja volt, de miután 1518-ban újra találkozott Lutherrel, a befolyása után szakított a szerzetességgel. Ezt követően Franz von Sickingen lovag támogatásával a reformációnak kezdett dolgozni.
Sokan úgy nevezték, hogy „a protestánsok egyik legműveltebb hittudósa”.

## Élete
Eredeti családi neve Butzer. Zwingli halála után, 1531-től a reformáció svájci ágának irányítója. 15 évesen, 1507-ben belépett a domonkos rendbe. 1508-ban ismerkedett meg személyesen Lutherrel. 1517-től görög és héber nyelvet, teológiát, filozófiát és retorikát tanult a heidelbergi egyetemen. Luther heidelbergi dispután hallott szavai, valamint Erasmus tanai megnyerték a reformáció ügyének, és 1521-ben kilépett a rendből. II. Frigyes pfalzi választófejedelem udvari lelkésze lett. 1522-ben Landstuhlban, Sickingen mellett volt lelkész, majd Weissenburgba került, ahonnan a speyeri püspök űzte el.
Összeházasodott egy volt apácával, ezért 1523-ban kiközösítették a katolikus egyházból. A következő évben mint strasbourgi protestáns lelkész működött, és közvetíteni próbált a lutheri és a Zwingli-féle svájci irányzat között, amelyeknek középpontjában az úrvacsora állt. 1528-ban a berni, 1529-ben a marburgi dispután Zwingli oldalára állt. Wolfgang Capitóval 1530-ban megfogalmazta az első egységes protestáns egységformula – az ágostai hitvallással szembenálló –, Confessio Tetrapolitana szövegét. Részt vett az első helvét hitvallás és a strasbourgi rendtartás megfogalmazásában.
Az 1532-es schweinfurti és az 1535-ös kasseli vitákon, valamint 1536-ban, a wittenbergi Concordiában a lutheránusokkal való kibékítésen fáradozott. Ennek érdekében Luther nézeteivel, főleg az úrvacsorával kapcsolatos tanaival szemben jelentős engedményeket tett. Úgy gondolta, hogy nincs lényeges különbség a református felekezetek tanai között. Sőt, fontosnak érezte a protestáns és a katolikus egyház kiegyezését is. Hesseni Fülöp tartománygróffal egyetértésben
1540-ben a hagenaui vallásértekezleten, majd a következő évben a regensburgi birodalmi gyűlésen, az ott tartott 1546-os vallásértekezleten, és több névtelen iratban fejtette ki ezzel kapcsolatos nézeteit. Bucer munkásságának későbbi negatív értékelésében nagy szerepet játszott, hogy védelmébe vette a tartománygróf kettős házasságát. Több német területen Bucer vitte végbe a hit megreformálását, de az anabaptizmust ellenezte.
V. Károly 1549-ben – amikor az uralkodó rekatolizálta a várost – száműzte Strasbourgból. Cramer canterbury érsek meghívására Angliába ment, ahol a cambridge-i egyetemen lett professzor. A nagy tudással párosuló szerénysége miatt igen nagy megbecsülésnek örvendett. Tanításait, gondolatait VI. Edward királynak ajánlotta. Rövid angliai tartózkodás után halt meg. Holttestét a cambridge-i főtemplomból Tudor Mária eltávolíttatta és nyilvánosan megégettette, I. Erzsébet azonban emlékművet állíttatott neki.

## Művei

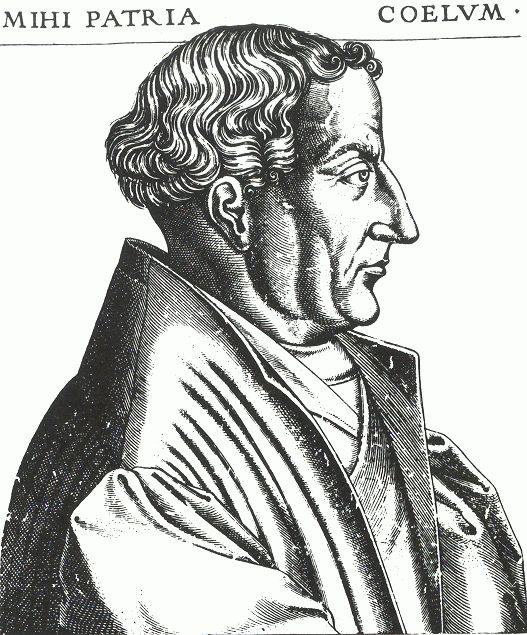
Martin Bucer

Bucer teológiájának középpontjában a megigazulás állott, amit bibliai kommentárokban fejtett ki. Leghíresebb kommentárját a Római levélhez írta, ahol úgy vélte, hogy a romlott természet ellenére a hívő embert a Szentlélek vezeti, és így helyreáll az emberi lét rendje is.
Bucer igazi eklektikus teológus volt, tanai Luther, Zwingli, Heinrich Bullinger és Melanchton nézeteit egyesítették.
- Vergleichung D. Luthers uns sein Gegenteils vom Abendmahl Christi, Strasbourg, 1528
- Von der wahren Seelsorge, Strasbourg, 1544
- De regno Christi, Basel, 1677

## Kiadások

### Régi kiadások
- Bucer, Martin: Metaphrasis et enarratio in epist. d. Pauli apostoli ad Romanos : inquibus singularim ad apostoli omnia, cum argumenta, tum sententiae & verba, ad autoritatem divinae scripturae, fidemq. Ecclesiae Catholicae tam priscae, quam praesentis, religiosae ac paulo fusius excutiuntur
 Basileae, Apud Petrum Perna, 1562

### Modern kiadások
- Lenz: Nagylelkü Fülöp hesseni tartományi gróf levélváltása Bucerrel, 1. kötet, Lipcse, 1880
- Bucer, Martin: Die letzten Strassburger Jahre, 1546–1549, Gütersloh Mohn, 1981
- Bucer, Martin: Opera Latina, Leiden, Brill, 1982–
- Bucer, Martin: Opera Latina. Florilegium patristicum, 1988–
- Bucer, Martin: Opera omnia, Leiden, Boston, Köln, Brill, 2000–
- Bucer, Martin: Opera omnia, Gütersloh, Párizs, Leiden [etc.], G. Mohn, Presses Univ. de France, Brill. [sine anno]

## További irodalom
- J. W. Baum: Capito und Bucer, Strassburgs Reformatoren, Basel, 1860
- Bornkamm, Heinrich: Martin Bucers Bedeutung für die europäische Reformationsgeschicht, Bibliographia Bucerana, Gütersloh, Bertelsmann, 1952
- Müller, Johannes: Martin Bucers Hermeneutik, Gütersloh, Mohn, 1965
- Peremans, Nicole: Érasme et Bucer d'apres leur correspondance, Párizs, Les Belles Lettres, 1970
- Greschat, M.: Martin Bucer, München, Kaiser, 1991 (magyar kiadás: Koczó Pál ford., Kálvin Kiadó, Budapest, 2011)
- Religion in Geschichte und Gegenwart, I.
- Lexikon für Theologie und Kirche II, Görföl – Kránitz

### Magyarul
- Révész Imre: Kálvin legelső magyar támadója. Draskovich György és Confutatioja / Bucer Márton és a magyar reformáció; Beke Ny., Debrecen, 1933 (Theologiai tanulmányok)
- Martin Greschat: Martin Bucer. Egy reformátor és a kor, amelyben élt; ford. Koczó Pál; Kálvin, Bp., 2011